# Sri Lanka Women’s Tri-Nation Series 2025
Die Sri Lanka Women’s Tri-Nation Series 2025 war ein Cricket-Turnier, das in Sri Lanka im WODI-Cricket ausgetragen wurde. An dem Drei-Nationen-Turnier nahmen neben dem Gastgeber aus Sri Lanka, Indien und Südafrika teil. Das Turnier wurde zwischen dem 27. April und 11. Mai 2025 ausgetragen. Im Finale konnte sich Indien mit 97 Runs gegen Sri Lanka durchsetzen und gewann dadurch das Wettbewerb.

## Format
Der Mannschaften spielten in einer Gruppe, wobei jede Mannschaft gegen jede zwei Mal antritt. Für einen Sieg gab es zwei, für ein Unentschieden oder No Result einen Punkt. Die beiden bestplatzierten der Gruppe spielen im Finale den Turniersieger aus.

## Stadion
Das folgende Stadion wurde für das Turnier als Austragungsort vorgesehen und am 6. März 2025 bekanntgegeben.
| Stadion                    | Stadt   | Kapazität | Spiele            |
| -------------------------- | ------- | --------- | ----------------- |
| R. Premadasa Stadium (RPS) | Colombo | 35.000    | Spiel 1–6; Finale |

## Kaderlisten
Sri Lanka benannte seinen Kader am 23. April 2025.
Indien benannte seinen Kader am 8. April 2025.
Südafrika benannte seinen Kader am 14. April 2025.
| WODI | WODI | WODI |
| Sri Lanka | Indien | Südafrika |
| --- | --- | --- |
| - Chamari Athapaththu (K) - Piumi Badalge - Kavisha Dilhari - Vishmi Gunaratne - Hansima Karunaratne - Achini Kulasuriya - Sugandika Kumari - Malki Madara - Manudi Nanayakkara - Hasini Perera - Inoshi Priyadharshani - Inoka Ranaweera - Harshitha Samarawickrama - Anushka Sanjeewani (wk) - Rashmika Sewwandi - Nilakshi de Silva - Dewmi Vihanga | - Harmanpreet Kaur (K) - Smriti Mandhana (VK) - Yastika Bhatia (wk) - Sree Charani - Harleen Deol - Kashvee Gautam - Richa Ghosh (wk) - Kranti Goud - Tejal Hasabnis - Amanjot Kaur - Sneh Rana - Pratika Rawal - Arundhati Reddy - Jemimah Rodrigues - Deepti Sharma - Shuchi Upadhyay | - Laura Wolvaardt (K) - Anneke Bosch - Tazmin Brits - Nadine de Klerk - Annerie Dercksen - Lara Goodall - Sinalo Jafta (wk) - Ayabonga Khaka - Masabata Klaas - Suné Luus - Karabo Meso (wk) - Nonkululeko Mlaba - Seshnie Naidu - Nondumiso Shangase - Miané Smit - Chloe Tryon |

## Vorrunde
Tabelle
| Teams     | Sp. | S | N | NR | P | NRR    |
| --------- | --- | - | - | -- | - | ------ |
| Indien    | 4   | 3 | 1 | 0  | 6 | +0.457 |
| Sri Lanka | 4   | 2 | 2 | 0  | 4 | −0.542 |
| Südafrika | 4   | 1 | 3 | 0  | 2 | +0.083 |

Spiele
| 27. April Scorecard | Colombo | Sri Lanka 147 (38.1)         | – | Indien 149-1 (29.4) |
|                     |         | Indien gewinnt mit 9 Wickets |   |                     |

| 29. April Scorecard | Colombo | Indien 276-6 (50)          | – | Südafrika 261 (49.2) |
|                     |         | Indien gewinnt mit 15 Runs |   |                      |

| 2. Mai Scorecard | Colombo | Südafrika 235-9 (50)            | – | Sri Lanka 237-5 (46.3) |
|                  |         | Sri Lanka gewinnt mit 5 Wickets |   |                        |

| 4. Mai Scorecard | Colombo | Indien 275-9 (50)               | – | Sri Lanka 278-7 (49.1) |
|                  |         | Sri Lanka gewinnt mit 3 Wickets |   |                        |

| 7. Mai Scorecard | Colombo | Indien 337-9 (50)          | – | Südafrika 314-7 (50) |
|                  |         | Indien gewinnt mit 23 Runs |   |                      |

| 9. Mai Scorecard | Colombo | Südafrika 315-9 (50)          | – | Sri Lanka 239 (42.5) |
|                  |         | Südafrika gewinnt mit 76 Runs |   |                      |

## Finale
| 11. Mai Scorecard | Colombo | Indien 342-7 (50)          | – | Sri Lanka 245 (48.2) |
|                   |         | Indien gewinnt mit 97 Runs |   |                      |